# 야마모토 고조
야마모토 고조(일본어: 山本幸三, 1948년 8월 8일 ~ )는 일본 자민당 소속의 정치인이다. 선거구는 후쿠오카현 제10구이다. 내각부 특명담당대신 (지방창생, 규제개혁)을 지냈다. 이번 내각에서 같은 성을 가진 야마모토 유지 농림수산대신, 야마모토 고이치 환경대신과 함께 '야마모토 트리오'로 불린다.